# Bukowice (Milicz)
Pour les articles homonymes, voir Bukowice.
Bukowice est une localité polonaise de la gmina de Krośnice, située dans le powiat de Milicz en voïvodie de Basse-Silésie.